# Gerhard Artmann

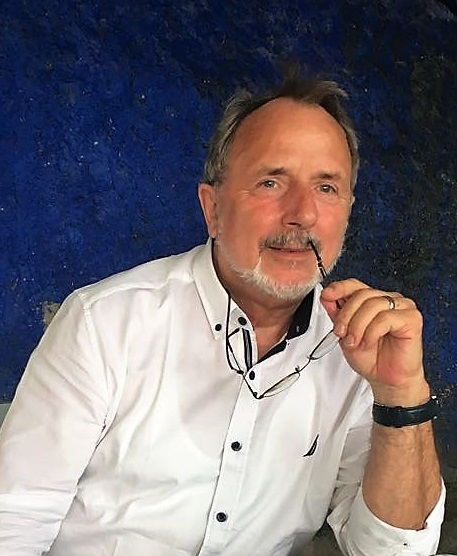
Gerhard Artmann in 2018

Gerhard Michael Artmann (* 1951 in Uder) ist ein deutscher Physiker, Professor für medizinische Physik und angewandte Biophysik sowie Autor.

## Leben
Nach dem Besuch des Johann-Georg-Lingemann-Gymnasium in Heiligenstadt in der DDR studierte Artmann von 1970 bis 1974 Physik an der TU Dresden, u. a. bei Peter Paufler, Gustav Ernst Robert Schulze, Alfred Recknagel und Blau Festkörperphysik, Metallphysik sowie röntgenologische Methoden der Kristallphysik. Anschließend arbeitete er im Kalibergbau, auch unter Tage, an einem von ihm patentierten gebirgsmechanischen Deformationsmessverfahren. Nach kurzer Industrieposition in der Medizintechnik in Leipzig arbeitete er ab 1980 als wissenschaftlicher Mitarbeiter in der Zentralwerkstatt für wissenschaftlichen Gerätebau des Instituts für Physiologie an der Karl-Marx-Universität Leipzig. Von Juli 1983 bis Februar 1984 war Artmann wegen der Verweigerung des Waffendienstes inhaftiert, davon drei Monate in Einzelhaft in der JVA Roter Ochse. Er wurde danach im Bereich Medizin intern in die Herzchirurgie als Hilfskraft strafversetzt. Ende 1984 stellte er einen Antrag auf Ausreise in die Bundesrepublik Deutschland.
Ende 1985 siedelte er mit Frau und zwei acht und zwölf Jahre alten Kindern nach 36 Stunden Vorankündigung in den Westen um. Von 1986 bis 1988 promovierte er an der RWTH Aachen mit dem Thema Monolayer-Photometrie zur Quantifizierung der Form und induzierter Formveränderungen menschlicher Erythrozyten. Förderer und Mitinventor von Artmanns „Monolayertechnik“ war 1982/83 Henner Krug. Berichterstatter an der RWTH Aachen zur Dissertation in Physik waren nach Artmanns Ausreise in die Bundesrepublik Hans Lüth und Holger Schmid-Schönbein.
1989 gewann Artmann den Preis der Deutschen Gesellschaft für Biomedizinische Technik für die beste Dissertation im deutschsprachigen Raum. Diesem verdankte er den Antritt einer Professorenstelle an der FH Aachen am 1. Oktober 1989. Zwischen 1994 und 2002 forschte er insgesamt ungefähr drei Jahre an der University of California, San Diego mit Shu Chien und besuchte Forschungsseminare bei Yuan-Cheng Fung. Von 1994 bis 1998 habilitierte er sich extern an der Technischen Universität Ilmenau mit der Habilitationsschrift Methodische und experimentelle Beiträge zur Analyse der Ruheform, der Verformung und der Integrität humaner Erythrozyten.
In seiner späteren biophysikalischen Forschung fand er, dass die asymmetrische Verteilung von Membranlipiden bei erhöhter mechanischer Membranspannung in roten Blutzellen durch Mikropipettenaspiration reversibel verändert wird. Eine grundlegende biophysikalische Entdeckung war der Temperaturübergang des Hämoglobins in menschlichen Erythrozyten bei Körpertemperatur. Der Effekt wurde von ihm mit Mikropipettenexperimenten entdeckt und später von ihm, Ilya Digel und Andreas Stadler gemeinsam mit dem befreundeten Biophysikprofessor, Georg Büldt und Joe Zaccai vom ILL Grenoble mit Neutronenstreuexperimenten bestätigt. Der Temperaturübergang ist an die Körpertemperatur vieler Tierspezies hochsignifikant gekoppelt, sodass Hämoglobin auch als Sensor der Körpertemperatur verstanden werden darf. Für die pharmakologisch-toxikologische sowie die biologisch-medizinische Forschung ist seine Erfindung der CellDrum-Technik von großer Bedeutung. Mit ihr können kleinste Zellkräfte, insbesondere von in vitro autonom schlagenden Herzzellen, in Zellkulturen routinemäßig gemessen werden. Das Verfahren ist für die Pharmaforschung und die Toxikologie, insbesondere die Erforschung von Herzmedikamenten, sehr geeignet. Die CellDrum-Technik wird durch seine Gruppe am Institut für Neurophysiologie der Universität Köln bei Jürgen Hescheler für die routinemäßige Hochdurchsatzmessung von humanen IPS – Kardiomyozyten für die Pharmakologie, Toxikologie und die personalisierte Medizin weiterentwickelt. Im Jahr 2015 erhielt er für seine Erfindung eines Laborherzens den Vordenker-Award beim Querdenker-Wettbewerb.
Artmann war über 25 Jahre an der FH Aachen am Campus in Jülich tätig. Im Jahr 2008 gründete er das Institut für Bioengineering an der FH Aachen/Campus Jülich. Wegen seiner Pensionierung ab März 2017 gab er die Position ab und ist seither externes Institutsmitglied. Er ist Sprecher der Kompetenzplattform Bioengineering an der FH Aachen. Seit März 2017 arbeitet Artmann als Gastprofessor am Institut für Neurophysiologie der Universität Köln und baut eine Bioengineering-Gruppe für die Stammzellforschung auf. Zudem edierte er mit den Mitherausgebern, den Professoren Ilya Digel, Azhar Zhubanova und Aysegül Artmann, ein weiteres Fachbuch Biological, Physical and Technical Basics of Cell Engineering.
Neben seinen beruflichen Verpflichtungen schreibt und veröffentlicht Artmann sozialkritische Romane, Gedichte und Erzählungen.

## Schriften (Auswahl)
Fachliteratur
- Monolayer-Photometrie zur Quantifizierung der Form und induzierter Formveränderungen menschlicher Erythrozyten. Diss. RWTH Aachen 1988, OCLC 721596509.
- Methodische und experimentelle Beiträge zur Analyse der Ruheform, der Verformung und der Integrität humaner Erythrozyten. Habilitation TU Ilmenau 1999 (deutsche-digitale-bibliothek.de).
- Gerhard Artmann, Shu Chien: Bioengineering in Cell and Tissue Research. Springer-Verlag, Berlin 2008, ISBN 978-3-540-75409-1.
- Gerhard M. Artmann, Stephen Minger, Jürgen Hescheler: Stem Cell Engineering. Springer-Verlag, Berlin 2014, ISBN 978-3-642-44845-4.
- Gerhard M. Artmann, Aysegül Artmann, Azhar A. Zhubanova, Ilya Digel: Biological, Physical and Technical Basics of Cell Engineering. Springer Nature Verlag Pte Ltd, Singapore 2018, ISBN 978-981-10-7903-0.

Belletristik
- Exodus. Feature, Hessischer Rundfunk 1987.
- Zwischenland. Erzählung, Kiepenheur-Verlag, Weimar 1991, ISBN 978-3-378-00452-8.
- Abschließende Worte eines Deutschen an seinen Herrn: Gedicht. Edition Fischer, Frankfurt 2010, ISBN 978-3-89950-513-9.
- Hàllo Ànn. Roman, Book-on-Demand 2014, ISBN 978-3-7357-1364-3.
- Scirocco. Roman, Karin Fischer Verlag, Aachen 2020, ISBN 978-3-8422-4714-7.